# Franziska Giffey

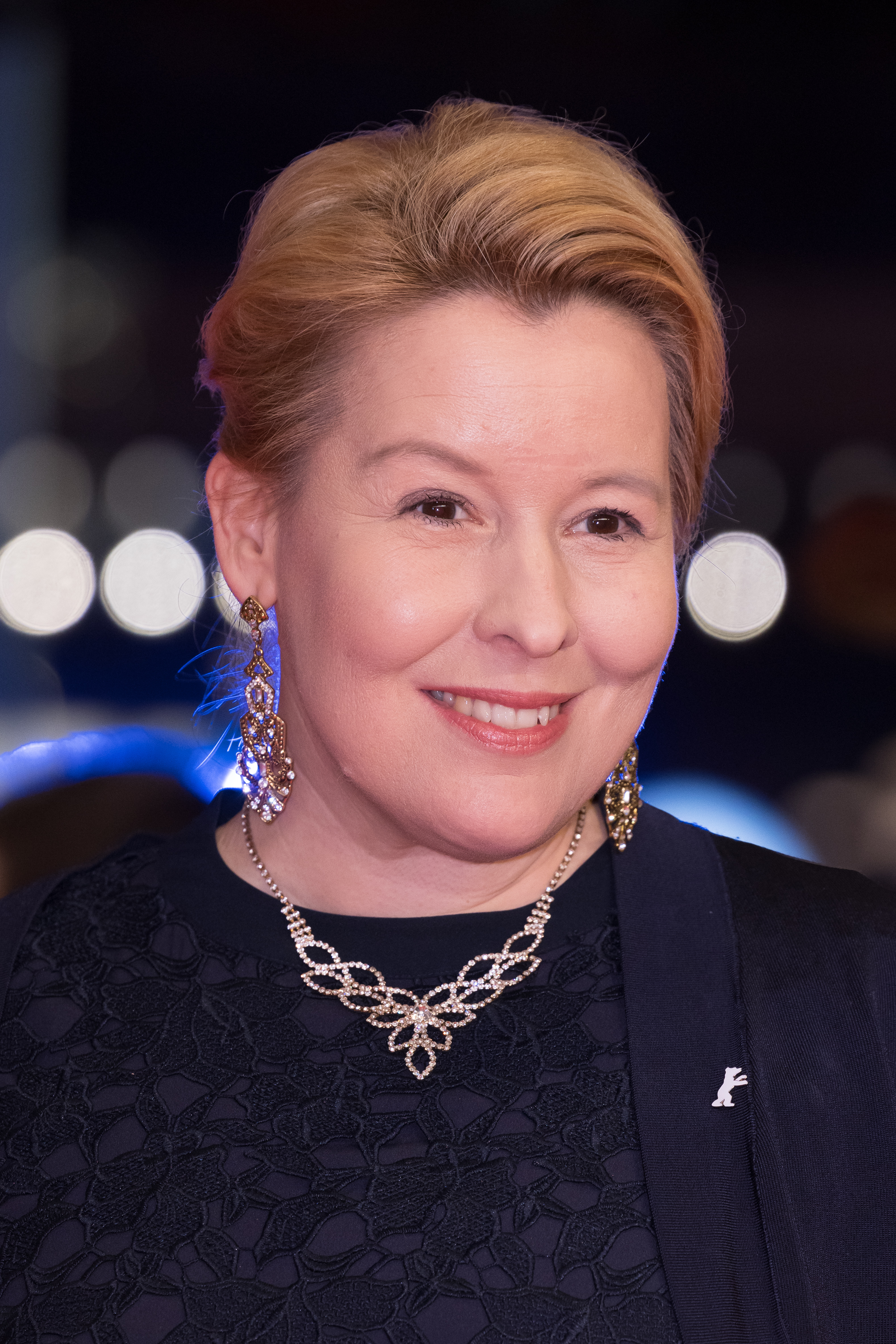
Franziska Giffey (2024)

Franziska Giffey [ˈɡɪfaɪ̯] (geb. Süllke; * 3. Mai 1978 in Frankfurt (Oder)) ist eine deutsche Politikerin (SPD). Sie war vom 21. Dezember 2021 bis zum 27. April 2023 Regierende Bürgermeisterin und ist seither Senatorin für Wirtschaft, Energie und Betriebe sowie Bürgermeisterin von Berlin im Senat Wegner und übernimmt somit die Stellvertretung des Regierenden Bürgermeisters.
Von April 2015 bis März 2018 war sie Bezirksbürgermeisterin von Berlin-Neukölln und im Anschluss bis Mai 2021 Bundesministerin für Familie, Senioren, Frauen und Jugend der Bundesrepublik Deutschland. Vom Ministeramt trat sie infolge der Plagiatsaffäre um ihre Doktorarbeit zurück.
Sie war die Spitzenkandidatin bei der Abgeordnetenhauswahl 2021 und der Wiederholungswahl im Februar 2023 und von November 2020 bis Mai 2024 gemeinsam mit Raed Saleh Vorsitzende der SPD Berlin.

## Herkunft, Beruf und Privates
Giffey ist Tochter einer Buchhalterin und des Kfz-Meisters Wolfgang Süllke. Zusammen mit ihrem Bruder wuchs sie in Briesen im Kreis Fürstenwalde in der DDR auf. In den Jahren 1988 bis 1990 war sie Schülerin der Polytechnischen Oberschule „Werner Seelenbinder“ und danach bis 1997 des gleichnamigen Gymnasiums in Fürstenwalde/Spree.
Sie begann zum Wintersemester 1997/98 an der Humboldt-Universität zu Berlin ein Lehramtsstudium in den Fächern Englisch und Französisch. Wegen einer aufgetretenen Dysphonie (Stimmstörung durch Kehlkopfmuskelschwäche) rieten Ärzte ihr dringend davon ab, Lehrerin zu werden, und sie musste ihr Lehramtsstudium nach dem zweiten Semester 1998 abbrechen. Aufgrund der Stimmprobleme entschied sich Giffey, Verwaltungsrecht an der Fachhochschule für Verwaltung und Rechtspflege (FHVR) in Berlin zu studieren. 2001 erwarb sie den akademischen Grad Diplom-Verwaltungswirtin (FH).
Während ihres Studiums war sie im Jahr 2000 drei Monate Praktikantin im Büro von Dave Sullivan (Labour Party), Bezirksbürgermeister von Lewisham, einem Stadtteil von London. Nach dem Studienabschluss arbeitete Giffey zunächst bis 2002 in Berlin im Büro des Bezirksbürgermeisters von Treptow-Köpenick, Klaus Ulbricht (SPD). Neben ihrer anschließenden beruflichen Tätigkeit in der Berliner Kommunalverwaltung absolvierte sie an der FHVR Berlin von 2003 bis 2005 ein Studium der Fachrichtung Europäisches Verwaltungsmanagement. 2005 erwarb sie den akademischen Grad Master of Arts. Sie arbeitete während des Studiums 2003 in der Vertretung des Landes Berlin bei der Europäischen Union in Brüssel und 2005 bei der Parlamentarischen Versammlung des Europarates in Straßburg. Zwischen 2004 und 2009 war sie außerdem als Dozentin an verschiedenen Akademien und Instituten tätig, unter anderem an der Verwaltungsakademie Berlin, der European School of Governance Berlin und der dbb Akademie.
Giffey war in den Jahren 2002 bis 2010 Europabeauftragte des Berliner Bezirks Neukölln. Von 2005 bis 2010 absolvierte sie berufsbegleitend ein Promotionsstudium in Politikwissenschaft am Otto-Suhr-Institut der Freien Universität Berlin. Ihre Dissertation verfasste sie zum Thema Europas Weg zum Bürger – Die Politik der Europäischen Kommission zur Beteiligung der Zivilgesellschaft. 2010 wurde sie an der FU Berlin zur Dr. rer. pol. promoviert. Der Doktorgrad wurde ihr im Juni 2021 wieder entzogen.
Sie ist seit 2008 mit dem Tierarzt Karsten Giffey verheiratet und hat mit ihm einen 2009 geborenen Sohn. Der Basketballspieler und Weltmeister Niels Giffey ist ihr angeheirateter Neffe.

## Partei

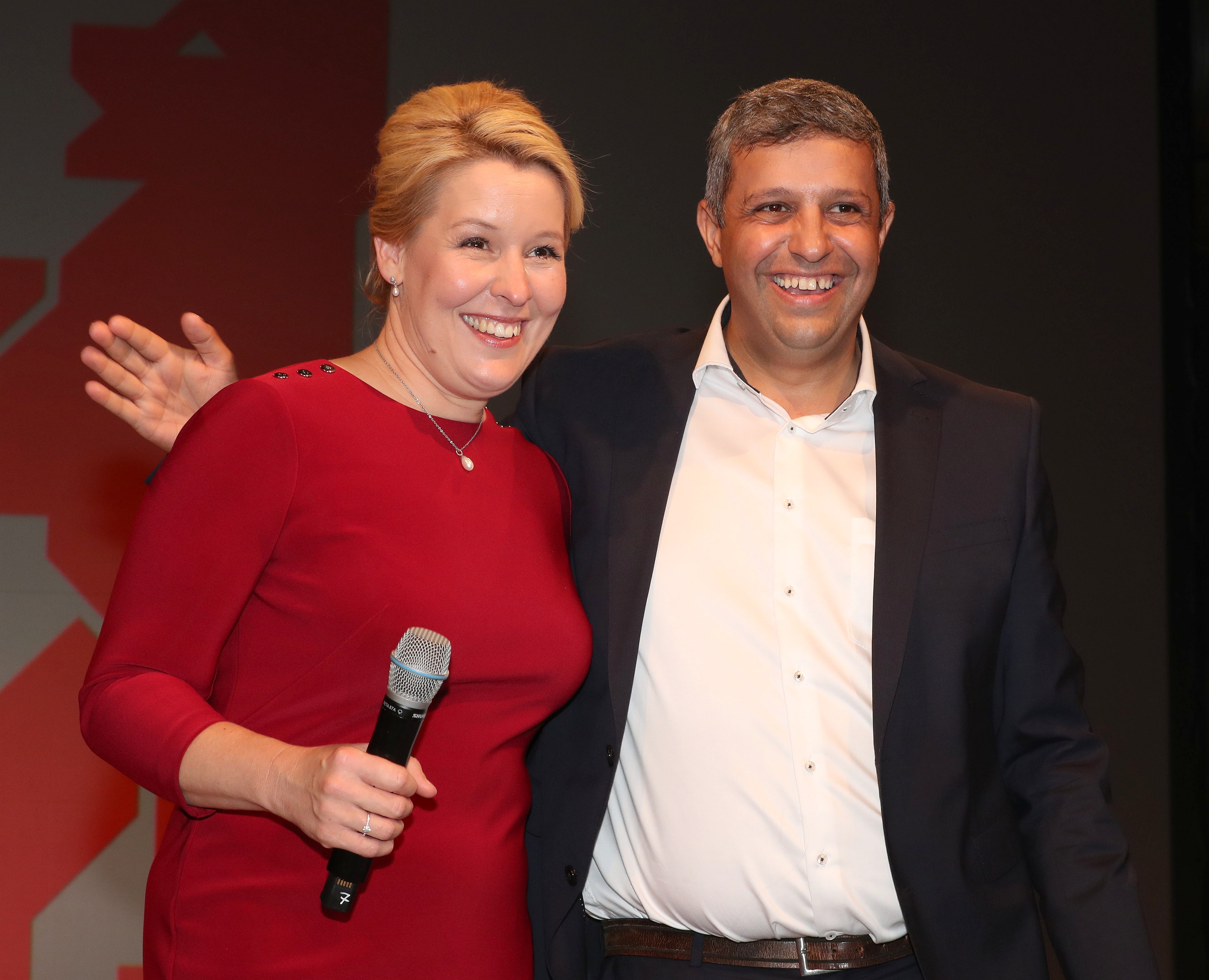
Franziska Giffey und Raed Saleh beim Wahlabend zur Wahl des Berliner Abgeordnetenhaus am 26. September 2021.

Giffey trat im Jahr 2007 der SPD bei. Im selben Jahr wurde sie als Kassiererin in den Vorstand der SPD Neukölln gewählt. Am 17. März 2012 wurde sie zur stellvertretenden Kreisvorsitzenden gewählt und am 9. Mai 2014 übernahm sie von Fritz Felgentreu den Kreisvorsitz. Auf der Kreisdelegiertenversammlung am 14. April 2018 kandidierte sie nicht erneut für den Kreisvorsitz. Zu ihrem Nachfolger wurde Severin Fischer gewählt.
Als Neuköllner Kreisvorsitzende gehörte sie von 2014 bis 2018 dem Vorstand der SPD Berlin an. Auf dem Landesparteitag am 28. November 2020 wurden sie und Raed Saleh zu Berliner Landesvorsitzenden gewählt. Giffey erhielt 89,4 Prozent der Stimmen und Saleh 68,7 Prozent der Stimmen. Der bisherige Amtsinhaber Michael Müller trat nicht mehr an. Am 3. Januar 2024 kündigte Giffey an, nicht mehr erneut für das Amt des Vorsitzes der Berliner SPD zu kandidieren. Sie und Saleh wurden schließlich am 25. Mai 2024 im Amt der Landesvorsitzenden von Nicola Böcker-Giannini und Martin Hikel abgelöst.
Vom 6. Dezember 2019 bis zum 11. Dezember 2021 war Giffey Mitglied des SPD-Parteivorstands.

## Abgeordnete
Am 15. September 2020 wurde Giffey als SPD-Kandidatin im Wahlkreis Neukölln 6 für die Abgeordnetenhauswahl 2021 nominiert. Bei der Wahl gewann sie mit 40,8 Prozent der Erststimmen das Direktmandat. Bei der Wahlwiederholung eineinhalb Jahre später verlor sie im selben Wahlkreis dieses Mandat an Olaf Schenk (CDU), zog jedoch über die SPD-Landesliste erneut ins Abgeordnetenhaus ein.

## Öffentliche Ämter

### Bezirksstadträtin für Bildung, Schule, Kultur und Sport von Berlin-Neukölln
Am 1. September 2010 wurde Giffey Bezirksstadträtin für Bildung, Schule, Kultur und Sport des Berliner Bezirks Neukölln und damit Mitglied des Bezirksamtes. Seitdem war sie als Kommunalbeamtin des Landes Berlin beurlaubt. Ihr Amt als Bezirksstadträtin endete mit der Wahl zur Bezirksbürgermeisterin.

### Bezirksbürgermeisterin von Berlin-Neukölln
Am 15. April 2015 wählte die Bezirksverordnetenversammlung Giffey zur Bezirksbürgermeisterin des Bezirks Neukölln, nachdem sie bereits längere Zeit als mögliche Nachfolgerin des Bezirksbürgermeisters Heinz Buschkowsky (SPD) gegolten hatte. Sie bezeichnet Buschkowsky als eines ihrer politischen Vorbilder und ihren Mentor. Als Bezirksbürgermeisterin war sie zugleich Leiterin der Abteilung Finanzen und Wirtschaft des Bezirksamtes. Sie legte das Amt vor ihrer Ernennung zur Bundesministerin nieder.

### Bundesministerin für Familie, Senioren, Frauen und Jugend der Bundesrepublik Deutschland
Am 14. März 2018 wurde Giffey zur Bundesministerin für Familie, Senioren, Frauen und Jugend im Kabinett Merkel IV ernannt und vereidigt. Ihr Nachfolger als Neuköllner Bezirksbürgermeister wurde Martin Hikel.
Im April 2018 kündigte Giffey in einem Medieninterview an, ein „Gute-Kita-Gesetz“ in die Ressortabstimmung zu bringen, das die Länder bei der Verbesserung der Qualität der Kindertagesbetreuung unterstützen sollte. Der Entwurf sah unter anderem Gelder für eine Gebührenbefreiung (die Verwendung dazu ist von den Ländern abhängig) sowie Änderungen beim Betreuungsschlüssel und in der Sprachförderung vor. Auch die Ausbildung, Arbeitsbedingungen und Bezahlung für Erzieher seien zu verbessern. Der Fachkräftemangel lasse sich nicht einfach mit Zuwanderung lösen.
Als Bundesministerin für Senioren hat Giffey die „Konzertierte Aktion Pflege“ mit ins Leben gerufen. Diese umfasst die „Ausbildungsoffensive Pflege“, die dafür sorgen soll, dass bis 2023 zehn Prozent mehr Ausbildungsplätze für Pflegefachpersonen geschaffen werden. Heftige Kritik erntete Giffey allerdings unter anderen vom Deutschen Berufsverband für Pflegeberufe (DBfK) für eine Videoserie, die als Teil der Kampagne „Mach Karriere als Mensch!“ produziert wurde, da diese eine realitätsferne, das Selbstverständnis und Ethos verletzende Darstellung der Pflegeberufe zeige.
Am 19. Mai 2021 trat Giffey infolge der Plagiatsaffäre um ihre Dissertation von ihrem Ministeramt zurück. Sie wurde am Folgetag formal vom Bundespräsidenten entlassen. Die damalige Bundesjustizministerin Christine Lambrecht übernahm ihr Ressort zusätzlich.

### Regierende Bürgermeisterin von Berlin

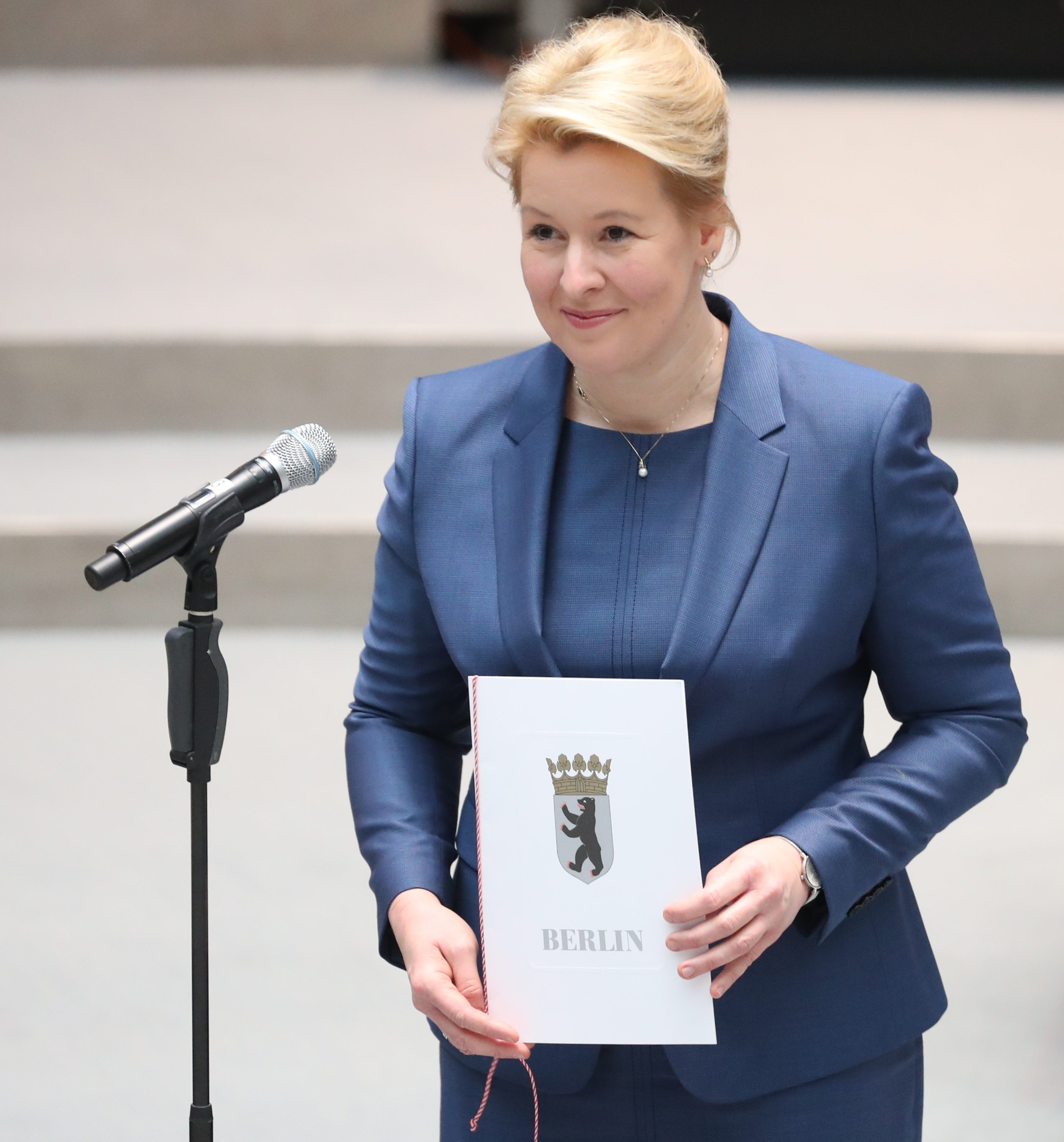
Übergabe der Ernennungsurkunde im Berliner Abgeordnetenhaus am 21. Dezember 2021.

Auf dem Landesparteitag am 24. April 2021 wurde Giffey mit 85,7 Prozent der Stimmen zur Spitzenkandidatin der SPD Berlin bei der Abgeordnetenhauswahl 2021 gewählt. Giffey gewann zwar die Wahl knapp mit 21,4 %, fuhr aber das damals historisch schlechteste Wahlergebnis für die Berliner SPD ein. Nachdem die SPD zunächst neben Grünen und Linken auch Sondierungsgespräche mit CDU und FDP führte, einigte sie sich mit Grünen und Linken auf eine Fortsetzung der Koalition. Am 21. Dezember 2021 wurde Giffey mit 84 von 139 Stimmen zur Regierenden Bürgermeisterin gewählt und der Senat Giffey vereidigt. Am 27. April 2023 wurde Kai Wegner zum Regierenden Bürgermeister gewählt; Giffeys Amtszeit endete somit. Giffey war nach Louise Schroeder die zweite Berliner Regierungschefin.

### Senatorin für Wirtschaft, Energie und Betriebe sowie Bürgermeisterin von Berlin

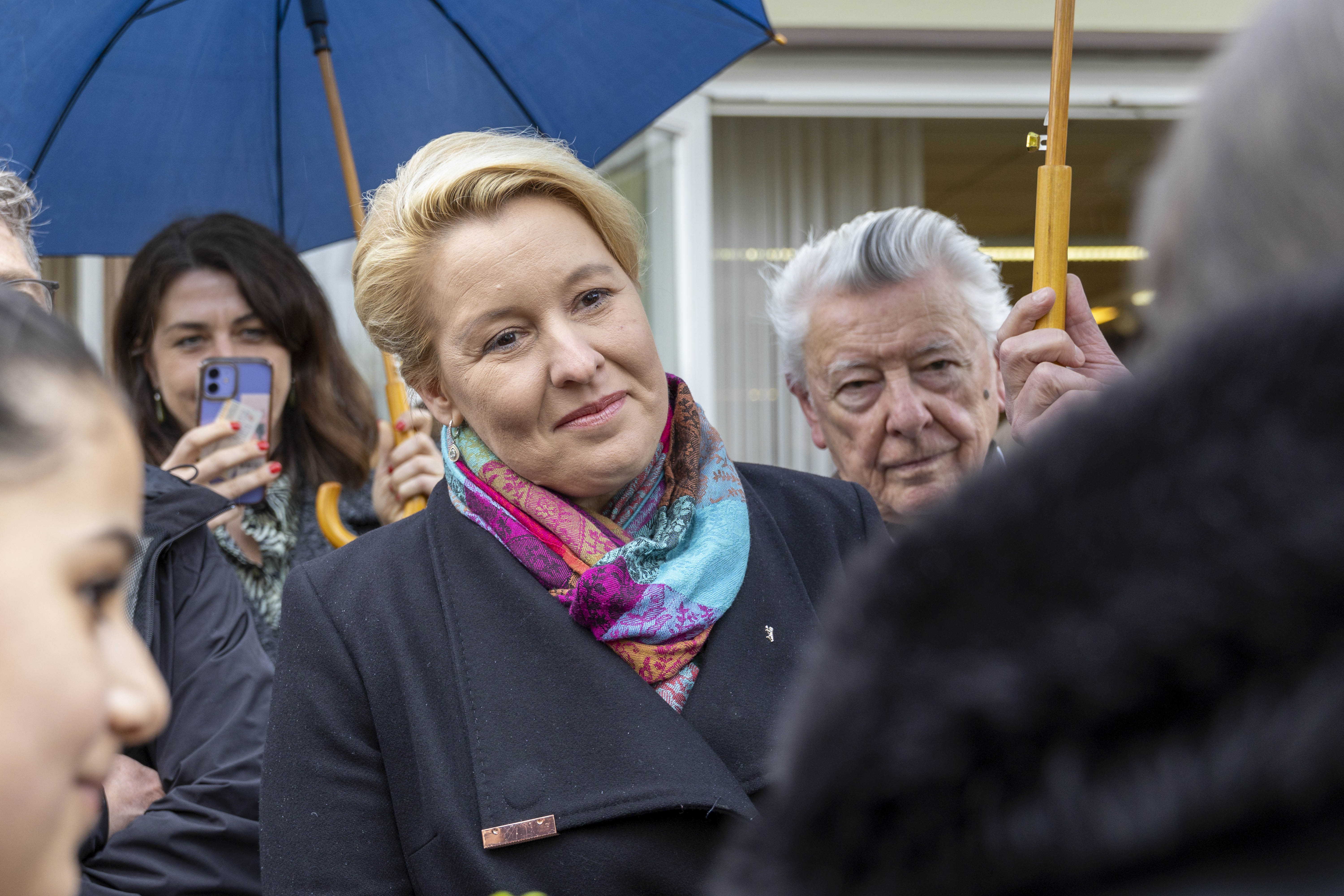
Franziska Giffey besucht das Notaufnahmelager Marienfelde (2023)

Am 16. November 2022 erklärte der Verfassungsgerichtshof des Landes Berlin die Wahl zum Abgeordnetenhaus vom 26. September 2021 wegen massiver Unregelmäßigkeiten und Probleme in der Wahldurchführung für ungültig. Für die Wiederholungswahl zum Berliner Abgeordnetenhaus 2023 trat Giffey erneut als Spitzenkandidatin ihrer Partei an und erreichte für ihre Partei am Wahlabend mit 18,4 % erneut das schlechteste Wahlergebnis in der Geschichte der Berliner SPD. Diese stellt zum ersten Mal seit 1999 nicht die stärkste Fraktion im Berliner Abgeordnetenhaus. Nachdem die SPD zunächst neben ihren bisherigen Koalitionspartnern – Grünen und Linken – auch Sondierungsgespräche mit der CDU geführt hatte, kündigte Giffey – trotz des Verlustes ihres Amts als Regierende Bürgermeisterin – am 28. Februar 2023 an, Koalitionsverhandlungen mit der CDU aufzunehmen. Der daraus resultierende Koalitionsvertrag wurde in einem SPD-Mitgliederentscheid mit der knappen Mehrheit von 54,3 % der abgegebenen Stimmen angenommen und anschließend am 26. April 2023 von den Koalitionären unterschrieben. Am Folgetag wurde sie zur Senatorin für Wirtschaft, Energie und Betriebe sowie Bürgermeisterin von Berlin im Senat Wegner ernannt und vereidigt.

## Politische Positionen
Giffey spricht sich für eine Kindergartenpflicht für Kinder ab dem dritten Lebensjahr aus, um eine frühkindliche Förderung für jedes Kind gewährleisten und es auf den Schulbesuch vorbereiten zu können.
Sie ist Kritikerin der Zeit zwischen 2004 und 2008 verabschiedeten Berliner Grundschulreformen, mit denen unter anderem die Abschaffung der Vorklassen an Grundschulen und die Senkung des Einschulungsalters beschlossen wurden. Im Land Berlin können Kinder derzeit vor dem 6. Geburtstag schulpflichtig werden. Giffey plädierte für die Abschaffung der sogenannten Früheinschulung, die mit Beschluss der Senatsklausur im Januar 2015 auch sukzessive umgesetzt wurde. Entsprechend ist Giffey für die Wiedereinführung von Vorklassen bzw. der Vorschule an Grundschulen, um Kinder, die noch nicht schulreif sind, besser fördern zu können.
Giffey sprach sich für eine bessere Bezahlung von Lehrkräften und die Wiedereinführung der Verbeamtung von Lehrkräften durch das Land Berlin aus, um einer Abwanderung gut ausgebildeter Lehrkräfte in andere Bundesländer entgegenzuwirken. Die Verbeamtung von Lehrern wurde 2004 im Land Berlin abgeschafft.
Giffey befürwortete und verantwortete als Neuköllner Schulstadträtin den Einsatz von Wachschutzpersonal an Neuköllner Schulen. Der Bezirk Neukölln hatte den bundesweit einmaligen Wachschutz vor Schulen im Jahr 2007 nach mehreren Gewaltvorfällen eingeführt. Mit Hilfe des Wachschutzes wird das Eindringen schulfremder Personen in die Schulanlage verhindert.
Seit dem Jahr 2011 machte Giffey auf das Thema der Zuwanderung von Menschen aus Südosteuropa nach Deutschland, insbesondere nach Berlin-Neukölln, aufmerksam, unter anderem in den jährlich erscheinenden Roma-Statusberichten des Bezirksamtes Neukölln. Sie unternahm mehrere Reisen nach Bulgarien und Rumänien, um sich vor Ort über die Gründe der Migration zu informieren. So setzte sie sich dafür ein, dass Kommunen und Bezirke umfangreiche Unterstützung und finanzielle Mittel für lokale Integrationsprojekte von Bund und Ländern erhalten und Integrationspolitik als gemeinsame Aufgabe von Kommunen, Bund und Ländern begriffen wird. Als Neuköllner Schulstadträtin setzte sie sich für die Einrichtung von Willkommensklassen und Ferienschulen ein, in denen zugezogene Kinder Deutschunterricht erhalten und auf den regulären Schulbesuch vorbereitet werden.
Im Jahr 2018 befürwortete Giffey beispielsweise die Anschaffung von Burkinis durch ein Herner Gymnasium, um die Teilnahme muslimischer Schülerinnen am Schwimmunterricht zu fördern. Zudem forderte sie Bußgelder für Familien, die ihre Kinder aus kulturellen oder religiösen Gründen nicht am Schwimmunterricht teilnehmen lassen.
Eine Quote für Migranten im öffentlichen Dienst lehnt sie ab, da sich irgendwann die Frage stelle, „ob Eignung, Leistung und Befähigung überhaupt noch eine Rolle spielen“. Wichtig seien stattdessen gut integrierte Vorbilder, aktive Ansprache breiter Bewerbergruppen sowie Chancengleichheit für Bewerbende.
Am 4. Juli 2021 wurde Franziska Giffeys Position zur Abschiebung von Straftätern in Kriegsgebiete wie Afghanistan und Syrien – die sie befürwortet – in vielen Medien thematisiert – ebenso, dass sie sich damit gegen einen Parteitagsbeschluss gestellt hätte, der solche Abschiebungen pauschal ablehnt.

## Plagiatsaffären um wissenschaftliche Abschlussarbeiten

### Doktorarbeit

#### Erste Überprüfung der Doktorarbeit
Im Februar 2019 wurde bekannt, dass die von Tanja Börzel betreute Dissertation (Zweitgutachter war Hartmut Häußermann) von der Freien Universität Berlin aufgrund eines Plagiatsverdachts überprüft wird. Giffey hatte die Überprüfung ihrer Doktorarbeit selbst beantragt, nachdem auf dem VroniPlag Wiki 73 Textstellen auf 49 der 205 Seiten ihrer Doktorarbeit beanstandet worden waren. Dort wurden unter anderem Passagen zum Philosophen Jürgen Habermas beanstandet, die Formulierungen aus der deutschsprachigen Wikipedia enthalten. Ein bewusstes Plagiat wies Giffey zurück, sie „habe diese Arbeit nach bestem Wissen und Gewissen verfasst“. Die Untersuchung der Doktorarbeit wurde von einem anonymen Plagiatsprüfer mit dem Pseudonym Robert Schmidt eingeleitet, der zuvor bereits die Überprüfung der Doktorarbeit von Annette Schavan initiiert hatte. Laut ihm sticht bei Giffeys Doktorarbeit insbesondere der hohe Anteil an willkürlichen Referenzierungen hervor, bei denen sie bewusst falsche Quellenangaben gemacht habe.
Im April 2019 bezeichnete der Politikwissenschaftler Peter Grottian die Vorwürfe als nicht so gravierend wie bei Karl-Theodor zu Guttenberg, aber gravierender als bei Annette Schavan. Er legte Giffey nahe, von ihrem Ministeramt zurückzutreten und die FU Berlin um die Aberkennung ihres Doktorgrades zu bitten. Das eigentliche Problem der Doktorarbeit war aber für ihn, dass Giffey sie über ihre Tätigkeit als Europabeauftragte des Bezirks Neukölln geschrieben hat und dabei keine wissenschaftliche Distanz bewahrte.
Am 5. Mai 2019 veröffentlichte das VroniPlag Wiki das Ergebnis seiner Überprüfung von Giffeys Doktorarbeit. Sie werteten 119 Textstellen auf 76 der 205 Seiten von Giffeys Doktorarbeit als Plagiat. Dies entsprach einem Anteil von 37,1 Prozent aller Seiten. Davon enthielten 11 Seiten 50 bis 75 Prozent Plagiatstext und eine Seite mehr als 75 Prozent. Bei 72 Textstellen warfen sie Giffey willkürliche Referenzierung vor, bei der sie bewusst falsche Quellenangaben gemacht habe. So habe sie beispielsweise bei ihrer Definition des Begriffs „Zivilgesellschaft“ drei Quellen angegeben, aber die Definition aus einer vierten, nicht genannten Quelle übernommen.
Giffey schaltete einen Anwalt ein, der im Juni 2019 in einer gutachterlichen Stellungnahme erklärte, Giffey habe nach Vorgabe ihrer Doktormutter eine „amerikanische Zitierweise“ verwendet. Sie habe lediglich umgesetzt, was von ihr verlangt worden sei. Das Gutachten wurde im Januar 2022 nach einer von FragDenStaat erwirkten Entscheidung des Berliner Verwaltungsgerichts der Öffentlichkeit zugänglich gemacht. Darin wird Börzel vorgeworfen, sie habe Giffey angewiesen, Seitenzahlen aus Belegen zu entfernen.
Im August 2019 gab Giffey gegenüber der SPD-Parteiführung bekannt, auf ihr Ministeramt verzichten zu wollen, sollte die FU Berlin ihren Doktorgrad aberkennen. Aus dem gleichen Grund kandidiere sie auch nicht für den Parteivorsitz.
Am 30. Oktober 2019 gab die FU Berlin bekannt, Giffey für ihre Dissertation eine Rüge zu erteilen und ihr den Doktorgrad nicht zu entziehen. Das Präsidium der Universität folgte dabei der Empfehlung des eingesetzten Prüfgremiums. Das Prüfgremium überprüfte die quantitative und qualitative Relevanz der plagiierten Textstellen und kam zu dem Entschluss, dass die plagiierten Textstellen quantitativ nicht überhandgenommen hätten und die Dissertation nicht qualitativ prägen würden. Sie würden sich überwiegend im Theorieteil befinden und der empirische Hauptteil wäre auch ohne den Theorieteil eine eigenständige wissenschaftliche Leistung. Der Schlussbericht des Prüfgremiums wurde zunächst nicht veröffentlicht und es wurde nicht mitgeteilt, welche Textstellen als Plagiat bewertet wurden.

#### Kritik an erster Überprüfung und erteilter Rüge
Kritiker bemängelten, diese Sanktion sei in der Prüfungsordnung nicht vorgesehen, weswegen der Jurist Volker Rieble von einem „geschenkten Doktortitel“ sprach. Der anonyme Plagiatsprüfer mit dem Pseudonym Robert Schmidt, der die Untersuchung von Giffeys Doktorarbeit initiiert hatte, kritisierte, dass die 72 Textstellen, bei denen der Verdacht auf willkürliche Referenzierung vorliegt, vom Prüfgremium nicht überprüft wurden.
In der Presse wurde zudem kritisch angemerkt, dass die Erstgutachterin von Giffeys Arbeit, die Politikwissenschaftlerin Tanja Börzel, als Vorsitzende des Promotionsausschusses an der Einsetzung des Prüfgremiums beteiligt war. Damit habe die Doktormutter selbst mit aussuchen dürfen, wer ihre Bewertung kontrolliere. Für Kritik sorgte außerdem, dass ausschließlich Personen mit wissenschaftlichen Verbindungen zur Doktormutter dem Prüfgremium angehörten. Der Vorsitzende Bernd Ladwig gehörte zusammen mit Börzel dem Institutsrat an, mit Miriam Hartlapp leitete sie ein Forschungsprojekt, mit Barbara Pfetsch arbeitete sie am Jean Monnet Centre zusammen, mit Ingo Peters hat sie einen Aufsatz veröffentlicht und das einzige externe Mitglied Edgar Grande hat zusammen mit Börzels Ehemann Thomas Risse publiziert.
Einem am 7. August 2020 veröffentlichten Gutachten des Wissenschaftlichen Parlamentsdienstes des Berliner Abgeordnetenhauses zufolge hätte die FU Berlin keine Rüge erteilen dürfen, weil es dafür keine Rechtsgrundlage gab. Nur bei geringfügigeren Täuschungshandlungen könnten nicht vorgesehene Sanktionsmittel ergriffen werden. Das Gutachten wurde im Auftrag der Berliner AfD-Fraktion erstellt. Berlins Regierender Bürgermeister Michael Müller lehnte anschließend in seiner Funktion als Wissenschaftssenator Forderungen nach einem Eingreifen der Senatsverwaltung für Wissenschaft und einem Aufrollen des Verfahrens ab.
Am 5. Oktober 2020 veröffentlichte der AStA der FU Berlin den Schlussbericht des Prüfgremiums, den er über das Informationsfreiheitsgesetz erhalten hatte. Darin wurde Giffey eine „objektive Täuschung“ bei 27 Textstellen vorgeworfen. Der AStA forderte in einer Stellungnahme, dass Giffey der Doktorgrad zu entziehen sei, da es sich um ein sanktionswürdiges Fehlverhalten handle und eine Rüge gesetzlich nicht vorgesehen sei. Vergleichend wurde angeführt, dass Studenten in Prüfungen durchfielen, wenn sie zwei Zitatangaben vergäßen, und auch dem CDU-Politiker Frank Steffel sei der Doktorgrad aberkannt worden, obwohl er weit weniger abgeschrieben hätte. Es sei daher nach Auffassung des AStA nicht von Verhältnismäßigkeit, sondern von politischem Kalkül der FU-Führung auszugehen. Sollte Giffey nicht nur das Amt der Bürgermeisterin von Michael Müller übernehmen, sondern auch das Amt der Wissenschaftssenatorin, sei das eine Bankrotterklärung für den Wissenschaftsstandort Berlin.
Der Rechtswissenschaftler Klaus Gärditz hielt es in einem am 28. Oktober 2020 für die Berliner CDU-Fraktion veröffentlichten Gutachten für „voraussichtlich ermessensfehlerhaft“, dass die Senatsverwaltung als Rechtsaufsicht angesichts einer „auffällige[n] Summation erheblicher Rechtsverstöße“ nicht eingeschritten sei. Das Gremium, das dem FU-Präsidium den Vorschlag gemacht hatte, Giffey den Doktorgrad nicht zu entziehen, sei bereits unzuständig gewesen. Überdies habe es die Rechtsprechung zu Plagiaten missachtet, indem es die kontaminierten Teile der Doktorarbeit gegenüber den nicht beanstandeten abgewogen und eine bloße Rüge empfohlen habe, für die zudem keine Rechtsgrundlage vorliege. Die CDU forderte daraufhin ein Aufrollen des Verfahrens.
Am 22. September 2020 beauftragte die FU Berlin den Rechtswissenschaftler Ulrich Battis mit einem Gutachten zu der Frage, ob eine Rüge rechtmäßig sei, auch wenn das Berliner Hochschulgesetz dies nicht ausdrücklich regele. Laut seinem am 5. November 2020 veröffentlichten Gutachten sei eine Rüge bei minderschweren Fällen angemessen, gesetzlich zulässig und nach dem Grundsatz der Verhältnismäßigkeit geboten. Im Februar 2022 wurde bekannt, dass das Rechtsamt der FU Berlin die Sanktion der Rüge 2018 anlässlich der juristischen Aufarbeitung eines anderen Plagiatsfalles juristisch geprüft und als rechtswidrig verworfen hatte.

#### Zweite Überprüfung der Doktorarbeit
Das Präsidium der FU Berlin erklärte am 6. November 2020, dass sich nach Kenntnisnahme und Würdigung der vorliegenden Gutachten von Battis, Gärditz und des Wissenschaftlichen Parlamentsdienstes ergebe, dass eine Rüge allenfalls in einem minderschweren Fall zulässig sei, ein solcher im Schlussbericht des Prüfgremiums für die Dissertation nicht dargetan worden und daher eine erneute Prüfung durchzuführen sei. Am 18. November 2020 startete die FU Berlin eine erneute Überprüfung der Doktorarbeit.
Giffey erklärte am 13. November 2020, ihren Doktortitel zukünftig nicht mehr zu führen, aber weiterhin Bundesfamilienministerin bleiben und auch für den Berliner Landesvorsitz kandidieren zu wollen. Nach ihrer Wahl zur Berliner Landesvorsitzenden und Spitzenkandidatin bei der Abgeordnetenhauswahl 2021 bekräftigte sie in einem am 3. Dezember 2020 veröffentlichten Interview mit der Wochenzeitung Die Zeit ihren Entschluss, auch bei einem Entzug des Doktorgrades als Spitzenkandidatin bei der Abgeordnetenhauswahl 2021 anzutreten und auf das Führen ihres Doktortitels unabhängig von der Entscheidung der FU Berlin zu verzichten.
Am 13. Dezember 2020 veröffentlichte VroniPlag Wiki eine Analyse zum Schlussbericht des Prüfgremiums und kritisierte, dass bei der ersten Überprüfung 72 Textstellen, bei denen der Verdacht auf willkürliche Referenzierung vorliegt, nicht überprüft wurden. Dabei habe Giffey bewusst falsche Quellenangaben gemacht. So habe sie beispielsweise aus einer bestimmten Quelle einen Text übernommen und als Quelle statt dieser selbst zwölf andere Quellen angeführt. Der anonyme Plagiatsprüfer mit dem Pseudonym Robert Schmidt, der die Untersuchung von Giffeys Doktorarbeit initiiert hatte, forderte, dass die 72 Textstellen bei der zweiten Überprüfung überprüft werden.
Das neue Prüfgremium trat am 25. Januar 2021 erstmals zusammen. Giffeys Doktormutter Tanja Börzel, die als Vorsitzende des Promotionsausschusses an der Einsetzung des ersten Prüfgremiums beteiligt war, war diesmal an der Einsetzung des Prüfgremiums nicht beteiligt. Dem zweiten Prüfgremium gehörten der Vorsitzende Sérgio Costa, Kirstin Drenkhahn, Jürgen Neyer, Dieter Ohr, Christian Pestalozza, Joachim Trebbe und Kirsten Jörgensen an.
Nachdem Giffey am 5. Mai 2021 vier Wochen Zeit zur Stellungnahme zum Bericht des Prüfgremiums erhielt, berichtete das Wirtschaftsmagazin Business Insider am 13. Mai 2021, dass sich das Prüfgremium für die Aberkennung von Giffeys Doktorgrad ausgesprochen haben soll. Am 19. Mai 2021 erklärte Giffey ihren Rücktritt vom Ministeramt. Die Unterlagen zur zweiten Überprüfung wurden 2022 veröffentlicht. Dies führte zu erneuter Kritik an Giffey und der FU Berlin, da die Unterlagen diverse Verfahrensdetails offengelegt hätten, die deutlich machen würden, in welchem Umfang betrogen worden sei.

#### Entziehung des Doktorgrades
Am 10. Juni 2021 gab die FU Berlin im Rahmen des zweiten Prüfverfahrens bekannt, Giffey den Doktorgrad zu entziehen. Er sei durch „Täuschung über die Eigenständigkeit ihrer wissenschaftlichen Leistung“ erworben worden, teilte sie zur Begründung mit. Den Beschluss dafür fasste das Präsidium der Universität einstimmig auf Empfehlung des Prüfgremiums. In seinem Bericht schrieb das Prüfgremium: „Der Doktorgrad wurde durch eine mindestens bedingt vorsätzliche Täuschung erheblichen Ausmaßes erworben. Die Dissertation genügt damit nicht den Anforderungen an die Gute Wissenschaftliche Praxis.“ Giffey akzeptierte diese Entscheidung und erklärte, die eingereichte Arbeit nach bestem Wissen und Gewissen verfasst zu haben. Die Fehler ihrer Arbeit seien weder beabsichtigt noch geplant gewesen. Ihre Doktormutter Tanja Börzel warf Giffey im August 2021 vor, sie getäuscht zu haben. Eine Mitverantwortung für die Plagiate in der Dissertation wies sie von sich. Es tue ihr leid, Giffeys Täuschung nicht entdeckt zu haben.

### Masterarbeit
Im August 2021 wurden Vorwürfe bekannt, Giffey habe bereits in ihrer im Jahr 2005 an der Fachhochschule für Verwaltung und Rechtspflege Berlin und an der Technischen Fachhochschule Wildau eingereichten Masterarbeit zahlreiche Plagiate verwendet. Der Sprachwissenschaftler Anatol Stefanowitsch machte die Dokumentation der Stellen auf der Website „Herzenssache Wissenschaft“ öffentlich. Die Hochschule für Wirtschaft und Recht Berlin, die Nachfolgeeinrichtung von Giffeys Hochschule, gab an, die Vorwürfe nicht zu prüfen, da die Frist von fünf Jahren zur Überprüfung einer Masterarbeit abgelaufen sei. Der Tagesspiegel verwies darauf, dass die Arbeit keine Komplettplagiate, sondern zum Beispiel nur sogenannte „Bauernopfer“ und andere Zitierfehler enthalte, und dass die Arbeitsweise jener der Dissertation ähnele.

## Ehrungen und Auszeichnungen
- 2022: Großkreuz des Ordens de Isabel la Católica

## Kabinette
- Kabinett Merkel IV, Bundesministerin für Familie, Senioren, Frauen und Jugend vom 14. März 2018 bis zum 20. Mai 2021
- Senat Giffey, Regierende Bürgermeisterin von Berlin vom 21. Dezember 2021 bis zum 27. April 2023
- Senat Wegner, Bürgermeisterin und Senatorin für Wirtschaft, Energie und Betriebe von Berlin seit dem 27. April 2023

## Veröffentlichungen
- Strengthening opportunities for citizenship education at local level – The case of Berlin-Neukölln. In: Ditta Dolejšiová, Miguel Ángel Garciá López (Hrsg.): European citizenship – In the process of construction. Challenges for citizenship, citizenship education and democratic practice in Europe. Council of Europe Publishing, Straßburg 2009, S. 180–191 (englisch, coe.int [PDF; 88 kB; abgerufen am 19. Mai 2021] unter dem Namen Franziska Süllke).
- Europas Weg zum Bürger – Die Politik der Europäischen Kommission zur Beteiligung der Zivilgesellschaft. Dissertation an der Freien Universität Berlin. Berlin 2010, doi:10.17169/refubium-4980.2, urn:nbn:de:kobv:188-refubium-778.2-4 (266 S., fu-berlin.de [PDF; 2,0 MB; abgerufen am 19. Mai 2021]).[5]
- Die Bedeutung der Sprachkompetenz und der Anerkennung von Berufs- und Schulabschlüssen für die Integration. In: Familie Partnerschaft Recht. Nr. 10, 2011, S. 435–439 (mit Bernd R. Müller).